# Nahmavis
Nahmavis es un género de ave prehistórica que podría estar relacionada con los Gruiformes y Charadriiformes. Es conocido por fósiles que datan del Eoceno temprano en la Formación Green River de Wyoming, Estados Unidos.